# Chasing Life
Chasing Life es una serie de televisión dramática estadounidense que se emitió en ABC Family desde el 10 de junio de 2014 al 28 de septiembre de 2015. La serie es una adaptación de la serie de televisión mexicana Terminales de Televisa. El 6 de noviembre de 2014, la serie se renovó para una segunda temporada. Originalmente programado para estrenarse el 17 de agosto de 2015, se movió al 6 de julio.
Chasing Life se canceló el 2 de octubre de 2015.

## Argumento
April Carver es una periodista de 24 años que vive con su madre Sara, su hermana menor Brenna y su abuela. Ella trabaja en The Boston Post Newspaper, como becaria, con aspiraciones a ser reportera. En el trabajo, hay un reportero que se encarga de la sección de arte y cultura, Dominic, con el que empieza a salir. La misma noche en que tiene su primera cita con Dominic, su tío George, quien es oncólogo infantil, le da la peor noticia en ese momento, tras los análisis que le realizó esa mañana al donar sangre, se determina que tiene cáncer, leucemia. 
La serie trata la enfermedad, y como la protagonista tiene que adaptarla a su vida, teniendo en cuenta todos los aspectos dramáticos de esta. Toda la serie gira en torno a una hilada de humor, con unos personajes bastante interesantes, abarcando todo tipo de temas actuales.

## Elenco y personajes

### Principales
- Italia Ricci como April Carver. Personaje principal, es 'la señorita perfecta', lucha por sus sueños con una convicción implacable, nadie puede oponerse a su camino, porque simplemente no acepta un no por respuesta. Su mejor amiga es Beth, que es totalmente diferente a ella. En el trabajo tiene una competencia sana con Danny, quien además de ser su compañero becario también es su amigo. Además, en el trabajo se fija en Dominic, un mujeriego super dulce 'el señor ayuelos' con quien empieza a salir, pero tras enfermar y designarle su jefe la investigación del candidato Mr Hendrie, (bajo la supervisión de la pesada de Raquel) conoce a Leo y todo se complica aún más, si es posible.
- Mary Page Keller como Sara Carver. Madre de April y Brenna, es terapeuta. Su personalidad es muy complicada, ya que es la típica madre controladora pero también madre diez (muy parecida al personaje de 'Because I say so'), es tremendamente estrambótica y exagerada, vamos la emoción en estado puro, también es una madre moderna a quien le gusta hablar de todo cuanto ocurre, gajes de la profesión.
- Richard Brancatisano como Dominic Russo. Reportero de la revista The Boston Post Newspaper, en la sección de arte y cultura. Es un chico bastante sensible y romántico, pero un mujeriego innato.
- Haley Ramm como Brenna Carver. En el papel de la hermana pequeña, rebelde y alternativa. Tiene una filosofía de vida sencilla, aunque es una contradicción en sí misma, es muy madura con los problemas pero inmadura para interactuar en su propia vida, ya que es una adolescente. Empieza a salir con Kieran, un chico que hace tatuajes, pero que debajo de su apariencia de 'malote' late un alma sensible. Aunque en el colegio privado al que va, comienza a conocer a Greer quien poco a poco le va interesando más y más, y la cuestión es y ¿a quien no? es como la princesa perfecta de los cuentos de hadas, una chica real, a quien le interesa su futuro, guapa, delicada y con grandes dotes con la gente.
- Aisha Dee como Beth Kingston. Mejor amiga de April, es australiana, un alma libre que vive viajando de país en país, sin realmente darle un sentido a su vida. A medida que avanza la serie, descubre que su pasión esta en el mundo de la moda.

### Recurrentes
- Scott Michael Foster como Leo Hendrie.
- Rebecca Schull como Emma.
- Jessica Meraz como Natalie Ortiz.
- Abhi Sinha como Danny Gupta.
- Steven Weber como el Dr. George Carver
- Gracie Dzienny como Greer Danville.
- Dylan Gelula como Ford.
- Merrin Dungey como la Dra.
- Shi Ne Nielson como Raquel Ávila.
- Rob Kerkovich como Graham.
- Augusto Aguilera como Kieran.
- Alycia Grant como Meg.
- Todd Waring como Bruce Hendrie.
- Andy Mientus como Jackson.
- Aurora Perrineau como Margo.
- Parker Mack como Finn Madill.
- Vondie Curtis-Hall como Lawrence.
- Tom Irwin como Thomas Carver.
- Stephen Schneider como Aaron Phillips.
- Bob Gebert como el Dr. Stibler

## Episodios
| N.º | Título                                       | Dirigido por     | Escrito por                    | Fecha de emisión original | Audiencia (millones) |
| --- | -------------------------------------------- | ---------------- | ------------------------------ | ------------------------- | -------------------- |
| 1   | «Pilot»                                      | Steve Miner      | Susanna Fogel & Joni Lefkowitz | 10 de junio de 2014       | 1.34                 |
| 2   | «Help Wanted»                                | Steve Miner      | Susanna Fogel & Joni Lefkowitz | 17 de junio de 2014       | 1.34                 |
| 3   | «Blood Cancer Sex Carrots»                   | Joanna Kerns     | Patrick Sean Smith             | 9 de julio de 2014        | 1.11                 |
| 4   | «I'll Sleep When I'm Dead»                   | Steve Miner      | Josh Senter                    | 1 de julio de 2014        | 1.12                 |
| 5   | «The Family That Lies Together»              | Andy Wolk        | Linda Burstyn                  | 8 de julio de 2014        | 1.21                 |
| 6   | «Clear Minds, Full Lives, Can't Eat»         | Steve Miner      | Ann Cherkis                    | 15 de julio de 2014       | 1.19                 |
| 7   | «Unplanned Parenthood»                       | Melanie Mayron   | Benjamin C. Jones              | 29 de julio de 2014       | 1.13                 |
| 9   | «What to Expect When You're Expecting Chemo» | Melanie Mayron   | Lisa Melamed                   | 5 de agosto de 2014       | 1.11                 |
| 10  | «Finding Chemo»                              | Michael Grossman | Susanna Fogel & Joni Lefkowitz | 12 de agosto de 2014      | 1.30                 |
| 11  | «Christmas Special»                          | Lee Rose         | Susanna Fogel & Joni Lefkowitz | 9 de diciembre de 2014    | 1.22                 |
| 12  | «Next April»                                 | Janice Cooke     | Ann Cherkis                    | 19 de enero de 2015       | 1.02                 |
| 13  | «Guess Who's Coming to Donate?»              | Norman Buckley   | Josh Senter                    | 26 de enero de 2015       | 0.78                 |
| 14  | «Cancer Friends with Benefits»               | Steve Miner      | Linda Burstyn                  | 2 de febrero de 2015      | 0.8                  |
| 15  | «April Just Wants to Have Fun»               | Joanna Kerns     | Jeanne Leitenberg              | 9 de febrero de 2015      | 0.92                 |
| 16  | «The Big Leagues»                            | Patrick Norris   | Susanna Fogel & Joni Lefkowitz | 16 de febrero de 2015     | 0.81                 |
| 17  | «Model Behavior»                             | Steve Miner      | Alison Rymer                   | 23 de febrero de 2015     | 0.81                 |
| 18  | «Rest in Peace»                              | Melanie Mayron   | Linda Burstyn                  | 2 de marzo de 2015        | 0.73                 |
| 19  | «Life, Actually»                             | Janice Cooke     | Ann Cherkis                    | 9 de marzo de 2015        | 0.63                 |
| 20  | «No News Is Bad News»                        | Joe Lazarov      | Susanna Fogel & Joni Lefkowitz | 16 de marzo de 2015       | 0.69                 |
| 21  | «One Day»                                    | Wendey Stanzler  | Patrick Sean Smith             | 23 de marzo de 2015       | 0.93                 |

## Producción
Inicialmente ordenado para 13 episodios, el 27 de noviembre de 2013, se agregaron siete episodios adicionales para una temporada de 20 episodios. El 15 de julio de 2014, ABC Family ordenó que se emitiera otro episodio como un especial de Navidad para un total de 21 episodios.